# Nilsson Schmilsson
Az 1971-es Nilsson Schmilsson Harry Nilsson hetedik nagylemeze. Ez számít Nilsson legjobb munkájának, ha a kereskedelmi sikereket vizsgáljuk. Három ismert dala szerepel rajta, a listákon is eredményes volt. A Pitchfork Media Az 1970-es évek legjobb 100 albuma listán a 84. lett. Szerepel az 1001 lemez, amit hallanod kell, mielőtt meghalsz című könyvben.
A Jump into the Fire és Coconut dalok azonnali slágerek lettek. 1973-ban az albumot jelölték a Grammy-díj az év albumáért kategóriában, míg a Without You feldolgozásért elnyerte a Grammy-díjat a legjobb férfi popénekes teljesítményért. 2020-ban a Minden idők 500 legjobb albuma listán 281. helyen szerepelt.

## Az album dalai
| 1. | Gotta Get Up         | Harry Nilsson                             | 2:24 |
| 2. | Driving Along        | Nilsson                                   | 2:02 |
| 3. | Early in the Morning | Leo Hickman, Louis Jordan, Dallas Bartley | 2:48 |
| 4. | The Moonbeam Song    | Nilsson                                   | 3:18 |
| 5. | Down                 | Nilsson                                   | 3:24 |

| 1. | Without You             | Pete Ham, Tom Evans          | 3:17 |
| 2. | Coconut                 | Nilsson                      | 3:48 |
| 3. | Let the Good Times Roll | Shirley Goodman, Leonard Lee | 2:42 |
| 4. | Jump into the Fire      | Nilsson                      | 6:54 |
| 5. | I'll Never Leave You    | Nilsson                      | 4:11 |

## Helyezések és eladási minősítések

### Album
| Év   | Lista                | Helyezés |
| ---- | -------------------- | -------- |
| 1972 | Billboard Pop Albums | 3        |

### Kislemezek
| Kislemez           | Lista (1972)                 | Helyezés |
| ------------------ | ---------------------------- | -------- |
| Coconut            | Billboard Pop Singles        | 8        |
| Jump Into the Fire | Billboard Pop Singles        | 27       |
| Without You        | Billboard Adult Contemporary | 1        |
| Without You        | Billboard Pop Singles        | 1        |

### Eladási minősítések
| Szervezet | Minősítés | Dátum            |
| --------- | --------- | ---------------- |
| RIAA      | arany     | 1972. március 3. |

## Közreműködők
- Harry Nilsson – zongora (1, 5, 8, 10), ének, mellotron (2, 4), orgona az Early in the Morning-on, szájharmonika a Let the Good Times Roll-on, elektromos zongora a Jump into the Fire-ön
- Jim Gordon – dob (1, 2, 5, 8, 9), ütőhangszerek (7, 9)
- Klaus Voormann – basszusgitár (1, 5, 6, 8), ritmusgitár (2, 9), akusztikus gitár a The Moonbeam Song-on
- Chris Spedding – gitár (1, 5, 8)
- Herbie Flowers – basszusgitár (2, 4, 7, 9)
- Tom Plovanic – akusztikus gitár (3, 4, 6), szólógitár (3, 8)

### További zenészek
- Henry Krein – harmonika a Gotta Get Up-on
- Richard Perry – ütőhangszerek a Gotta Get Up-on, mellotron a Driving Along-on
- Jim Price – trombita (1, 5), harsona (1, 5), kürtök hangszerelése (1, 5)
- Jim Keltner – dob (5, 6)
- Roger Coolan – orgona a Downon
- Bobby Keys – szaxofon a Downon
- Gary Wright – zongora a Without You-n, orgona a Let the Good Times Roll-on
- Paul Buckmaster – vonósok és kürtök hangszerelése a Without You-n
- Roger Pope – dob a Coconuton
- Caleb Quaye – gitár a Coconuton
- Ian Duck – akusztikus gitár a Coconuton
- Jim Webb – zongora a Jump into the Fire-ön
- George Tipton – vonósok és kürtök hangszerelése az I'll Never Leave You-n

## Fordítás
Ez a szócikk részben vagy egészben a Nilsson Schmilsson című angol Wikipédia-szócikk ezen változatának fordításán alapul.  Az eredeti cikk szerkesztőit annak laptörténete sorolja fel. Ez a jelzés csupán a megfogalmazás eredetét és a szerzői jogokat jelzi, nem szolgál a cikkben szereplő információk forrásmegjelöléseként.